# Фанд (гора)
Фанд (лат. Fand Mons, 7° пн. ш. 158° сх. д. / 7° пн. ш. 158° сх. д.) — гора на Венері, має діаметр 300 км.

## Назва
Ім'я походить він Фанд, кельтської богині зцілення та задоволення. Назва була дана в 2001 році Робочою групою з номенклатури планетних систем (WGPSN) Міжнародного астрономічного союзу (IAU).